# Alexandre Agopoff
Alexandre Agopoff (* 25. Mai 1918 in Istanbul; † 25. August 2009 in Bobigny) war ein französischer Tischtennisspieler. Er nahm in den 1930er, 1940er und 1950er Jahren an sieben Weltmeisterschaften teil und gewann dabei zwei Bronzemedaillen.

## Werdegang
Alexandre Agopoff war der Sohn amerikanischer Eltern. Sein Vater kam im Ersten Weltkrieg um. 1926 übersiedelte die Familie nach Frankreich.
Agopoff gewann insgesamt elf Titel bei nationalen französischen Meisterschaften, 1945 im Einzel, 1939, 1939, 1945 und 1947 im Doppel sowie 1939, 1946, 1949–1951 und 1957 im Mixed. Von 1938 bis 1955 wurde er für sieben Weltmeisterschaften nominiert. Dabei erreichte er 1947 und 1950 mit der französischen Mannschaft das Halbfinale, 1938 und 1949 wurde das Team Fünfter.
1948 schrieb Alexandre Agopoff das Buch Ping-pong mes amours ! 25 croquis de Michel Lanskoy.... Er war verheiratet und lebte in Paris.

## Turnierergebnisse
| Verband | Veranstaltung     | Jahr | Ort       | Land | Einzel     | Doppel       | Mixed     | Team |
| ------- | ----------------- | ---- | --------- | ---- | ---------- | ------------ | --------- | ---- |
| FRA     | Weltmeisterschaft | 1955 | Utrecht   | NED  | letzte 64  | letzte 128   | letzte 32 |      |
| FRA     | Weltmeisterschaft | 1954 | Wembley   | ENG  | letzte 128 | keine Teiln. | letzte 64 |      |
| FRA     | Weltmeisterschaft | 1950 | Budapest  | HUN  | letzte 64  | letzte 64    | letzte 32 | 3    |
| FRA     | Weltmeisterschaft | 1949 | Stockholm | SWE  | letzte 64  | letzte 32    | letzte 16 | 5    |
| FRA     | Weltmeisterschaft | 1948 | Wembley   | ENG  | letzte 64  | Scratched    | letzte 32 |      |
| FRA     | Weltmeisterschaft | 1947 | Paris     | FRA  | letzte 128 | letzte 16    | letzte 32 | 3    |
| FRA     | Weltmeisterschaft | 1938 | Wembley   | ENG  | letzte 128 | letzte 64    | letzte 64 | 5    |